# Loquito por ti
Loquito por ti est une telenovela colombienne diffusée entre le 10 octobre 2018 et le 8 février 2019 sur Caracol Televisión.

## Synopsis
La série tourne autour de la vie de Camilo et Juancho, deux amis qui travaillent dans l'orchestre de Maestro Guzmán, partagent le rêve de devenir un jour les musiciens les plus reconnus du genre tropical. Au cours de ce long voyage pour réaliser leur rêve, ils rencontrent Daniela, une femme bien placée sur le plan économique qui veut être célèbre et vivre de la musique comme eux. Daniela devra se cacher de sa famille qui fait partie d'un orchestre musical, et Camilo et Juancho d'une famille de haute classe sociale. Mais tout se complique lorsque les deux jeunes hommes tombent amoureux de Daniela. C'est alors que leur amitié et leurs rêves de célébrité seront chamboulé par l'amour d'une femme.

## Distribution
- Mariana Gómez : Daniela Botero Vélez/Martha
- Variel Sánchez : Camilo Arango Ramírez
- Sebastián Carvajal : Juan Nepomuceno "Juancho" Argote
- Daniela Tapia : Tamara
- María Camila Giraldo : Estela Rendón "Estelita"
- Danielle Arciniegas : Yaneth Arango Ramírez
- Linda Lucía Callejas : Maruja Ramírez de Arango
- Luces Velásquez : Josefina Botero
- Carla Giraldo : Rosario
- Sebastián Giraldo : Charllie
- Julián Caicedo : Jorge Eliécer Gómez Espitia "Machorro"
- Sebastián Boscán : Nicolás Botero
- Freddy Ordóñez : Père Facundo
- Ricardo Mejía : Héctor Jaramillo
- Kimberly Reyes : Perla Guzmán
- Patricia Ercole : Rebeca Veléz
- Carmenza Cossio : Julia Rendón
- César Mora : El Maestro Orestes Guzmán
- José Rojas : Rafael Dangond
- Cristian Villamil : "Choper" Marulanda
- Anddy Caicedo : Alexis Romero
- Carlos Fernández : Jaime Cuéllar
- Martha Restrepo : Bárbara Uribe
- Alfredo Gutiérrez : Maestro Migue
- Santiago Moure : Polidoro Uribe
- Estefania Mariutti : Carmen Mireya
- Lina Cardona : Silvia
- Eliana Diosa Naranjo : Virginia

## Diffusion
- Caracol Televisión (2018-2019)